# Rhopalomyia giraldii
Rhopalomyia giraldii är en tvåvingeart som beskrevs av Jean-Jacques Kieffer och Alessandro Trotter 1900. Rhopalomyia giraldii ingår i släktet Rhopalomyia och familjen gallmyggor. Inga underarter finns listade i Catalogue of Life.